# Will Smith
Pour les articles homonymes, voir William Smith et Smith.
Williard Carroll Smith Jr., dit Will Smith (prononcé en anglais : /wɪl smɪθ/), est un acteur, rappeur, chanteur, scénariste et producteur de cinéma américain, né le 25 septembre 1968 à Philadelphie en Pennsylvanie.
Il est l'un des rares artistes à avoir connu le succès dans trois différents médias de divertissement aux États-Unis et dans le monde : cinéma, télévision et musique. Il est devenu rapidement célèbre en tenant le rôle-titre de la série télévisée Le Prince de Bel-Air au début des années 1990, puis en s'imposant au cinéma avec quelques blockbusters à succès comme Bad Boys (1995), Independence Day (1996), Men in Black (1997) puis Ennemi d'État (1998).
À la suite du mauvais succès de Wild Wild West (1999) [réf. souhaitée], il accepte de tourner dans deux suites : Men in Black 2 (2002) et Bad Boys 2 (2003), mais s'essaie également à un cinéma plus dramatique : le mélodrame La Légende de Bagger Vance (2001) de Robert Redford puis Ali (2001) de Michael Mann, qui lui vaut une nomination à l'Oscar du meilleur acteur en 2002.
Il privilégie ensuite des projets plus commerciaux : la comédie Hitch, expert en séduction (2005), les blockbusters de science-fiction I, Robot (2004), Je suis une légende (2007) et Hancock (2008). Il porte aussi deux mélodrames réalisés par Gabriele Muccino : À la recherche du bonheur (2006), qui lui vaut sa seconde nomination à l'Oscar du meilleur acteur, puis Sept vies (2008).
Il est alors l'un des acteurs les mieux payés d'Hollywood avec 80 millions de dollars gagnés entre le 1er juin 2007 et le 1er juin 2008, et le seul acteur à avoir tourné dans huit films classés premiers au box-office américain dès leur premier week-end de diffusion.
Les années 2010 sont cependant plus difficiles : après le succès Men in Black 3 (2012), ses nouveaux blockbusters : After Earth (2013), Un amour d'hiver (2014), Diversion (2015), Suicide Squad (2016) et Bright (2017) - comme ses projets plus intimistes - Seul contre tous (2015) et Beauté cachée (2016) - sont très mal reçus par la critique.
En 2019, Aladdin, l’adaptation en prise de vues réelle du film homonyme de 1992, dans lequel il incarne le Génie, devient le plus gros succès au box-office de sa carrière. En 2020, il reprend son rôle dans Bad Boys for Life et en 2024 dans Bad Boys: Ride or Die.
En 2022, il reçoit de nombreuses récompenses pour son interprétation de Richard Williams dans le film La Méthode Williams, dont l'Oscar du meilleur acteur.

## Biographie

### Jeunesse et formation
Willard Carroll Smith, Jr. naît à Philadelphie. Sa mère Caroline (née Bright) travaille dans une école et son père Willard Carroll Smith Sr. est technicien. Il est élevé dans la foi chrétienne baptiste. Ses parents se séparent quand il a treize ans,. Il a une sœur, plus âgée de quatre ans, Pamela, ainsi qu'une sœur et un frère (jumeaux), de trois ans plus jeunes que lui, Ellen et Harry. Dès son enfance, Will Smith se révèle être un enfant intelligent et charismatique. Il est capable de charmer par ses discours et ainsi d'éviter les ennuis, si bien que ses professeurs du lycée le surnomment « Prince Charming,. »
En 1982, à l'âge de quatorze ans, Will Smith est grandement influencé par Eddie Murphy et les nouveaux héros du hip-hop.
À seize ans, il rencontre Jeffrey Townes à une fête. Ils deviennent amis proches et commencent à chanter ensemble, Jeff en tant que DJ Jazzy Jeff et Smith en tant que The Fresh Prince.
Élève brillant, Smith fait ses études secondaires à la Julia Reynolds Masterman Laboratory and Demonstration School, école réputée de Philadelphie. Bien que cette idée soit largement répandue, il est faux qu'il ait refusé une bourse d'études au Massachusetts Institute of Technology (MIT) pour se consacrer à sa carrière musicale. Il a déclaré à ce propos : « Ma mère qui travaillait pour la Commission Scolaire de Philadelphie était amie avec le directeur des admissions du MIT. Mon score au SAT était plutôt élevé et ils avaient besoin d'enfants noirs de peau, donc j'aurais probablement pu y être admis. Cependant, j'avais nullement l'intention d'entrer à l'université. »

### Carrière

#### Débuts dans la musique
Sous le nom de scène The Fresh Prince, Will Smith et son ami Jeffrey Townes (DJ Jazzy Jeff) forment le duo DJ Jazzy Jeff and The Fresh Prince. Il est maître de cérémonie (MC), DJ Jazzy Jeff est disc jockey et producteur. Ils sont accompagnés par Clarence Holmes (Ready Rock C) pour le beatbox.
En 1987, le groupe sort son premier album Rock the House contenant le hit Girls Ain't Nothing But Trouble. Ils continuent sur leur lancée en sortant He's the DJ, I'm the Rapper en 1988. C'est un double album, format couramment utilisé en rock and roll, mais innovant dans le monde du rap de l'époque. C'est leur premier gros succès commercial, le single Parents Just Don't Understand, tiré de cet album, leur vaudra un Grammy Award dans la catégorie « Best Rap Performance » (Meilleure Performance Rap). L'album est un des premiers Long Plays rap de l'histoire à devenir double disque de platine.
Leur style comique et frimeur faisait contraste avec le rap de l'époque, beaucoup plus sérieux et violent. L'absence de vulgarité dans les textes rendit leurs chansons idéales pour les stations de radio, et reçut l'approbation des parents américains, tout en touchant tous les publics.
Will Smith commence à attirer l'attention d'Hollywood et des grands réseaux américains[réf. à confirmer].

#### Révélation dansLe Prince de Bel-Air

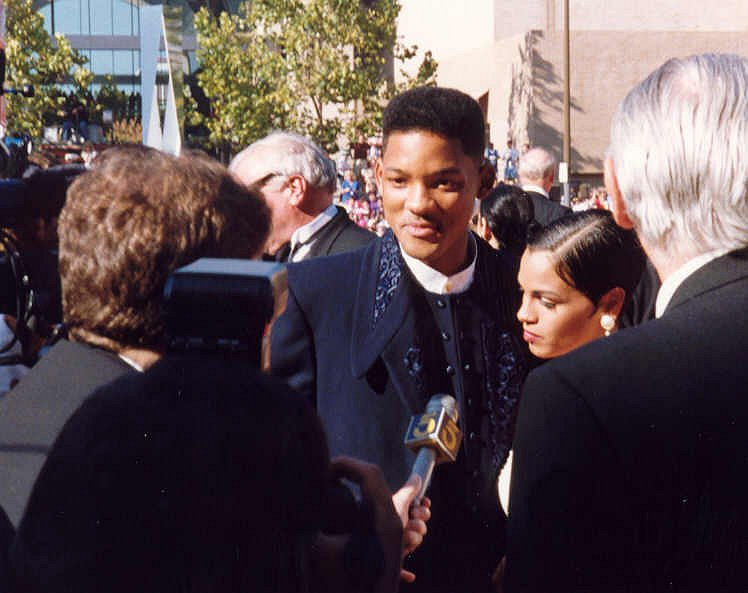
Will Smith sur le tapis rouge des Emmy Awards en 1993.

Malgré la popularité et la richesse, Will Smith cherche de nouveaux défis à relever. Les opportunités ne tardent pas en la personne de Benny Medina, qui avait l'idée de produire une sitcom basée sur sa vie. Cette idée se transforme en 1990 par la création de la sitcom Le Prince de Bel-Air (The Fresh Prince of Bel-Air) pour NBC dans laquelle Smith tient le rôle principal. La série est l'histoire d'un adolescent des rues de Philadelphie qui débarque chez son oncle à Bel-Air (Los Angeles) dans une famille aisée. Le succès est immédiat, et la série se poursuit jusqu'en 1996.
Il participa à la chanson Voices that Care en 1991, en rapport avec la guerre du Golfe.
Sur le plan musical, le groupe DJ Jazzy Jeff and The Fresh Prince réalise Summertime, extrait de l'album Homebase, qui remporte un important succès. En 1993, DJ Jazzy Jeff & The Fresh Prince sortent leur dernier disque ensemble, Code Red qui fut un échec commercial. Il décida de mettre sa carrière de rappeur de côté pour se consacrer au cinéma et à son premier enfant.
Par la suite, Smith essaie d'explorer ses capacités d'acteur en jouant dans le film Break Out (Where the Day Takes You), jusqu'à être reconnu par la critique en 1993 pour son rôle dans Six degrés de séparation (Six Degrees of Separation), film dans lequel il tient le rôle d'un bisexuel où l'acteur refuse d'embrasser un autre acteur comme l'exige le scénario. Il suit alors les conseils de son ami Denzel Washington et s'oppose au réalisateur Fred Schepisi. Celui-ci modifie donc le script à contrecœur, ce qui n'empêche pas le film de remporter un bon succès dans les salles.

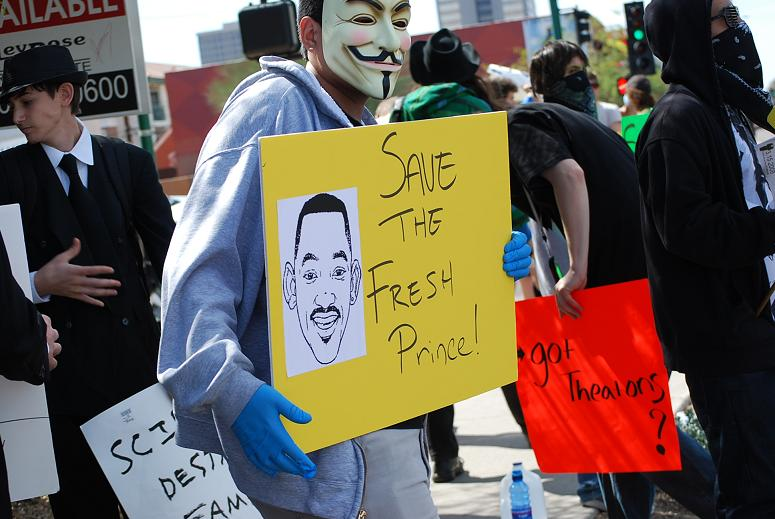
Save the Fresh Prince.

La même année, NBC décide de terminer la série Le Prince de Bel-Air à la fin de la troisième saison, mais la vive réaction des fans et la masse de courrier reçue incite la chaîne à revoir sa position. Finalement la série sera reconduite pour trois saisons supplémentaires.

#### Révélation mondiale au cinéma
En 1995, Will Smith a été payé 5 millions de dollars pour Bad Boys avec Martin Lawrence, un succès commercial qui lui ouvre les portes de plus grosses productions[réf. nécessaire]. Après la fin de la série Le Prince de Bel-Air en 1996, il se consacre à sa carrière au cinéma avec Independence Day de Roland Emmerich, où il joue le capitaine Steven Hiller, un pilote de l'air chasseur d'aliens, avec un énorme succès cette fois : le film se place à l'époque comme le second plus gros succès commercial mondial de l'histoire du cinéma derrière Jurassic Park. Avec 800 millions de dollars de recettes au box-office, c'est le plus grand succès de Will Smith, jusqu'à la sortie d'Aladdin en 2019.
L'année suivante, il joue dans Men in Black, où il donne la réplique à Tommy Lee Jones, puis dans Ennemi d'État en 1998 et Wild Wild West en 1999. Il refuse d'ailleurs de jouer dans Matrix car il trouvait le scénario trop compliqué à son goût et a préféré tourner Wild Wild West aux côtés de Kevin Kline. Ce long métrage rembourse à peine son budget et est raillé par la critique. Plus tard, ce premier échec sera regretté par l'acteur reconnaissant avoir cédé au salaire et à la facilité.
En marge de sa carrière d'acteur, Will Smith se lance dans la musique en solo à la fin des années 1990, le plus souvent avec des singles associés à ses films. Ses plus célèbres singles sont Men in Black, Gettin' Jiggy wit It (ce qui a fait du terme Jiggy une expression à la mode pendant quelque temps aux États-Unis en 1998) et Just the Two of Us, un message d'affection à son premier fils, Willard « Trey » Smith III.

#### Confirmation dramatique et production

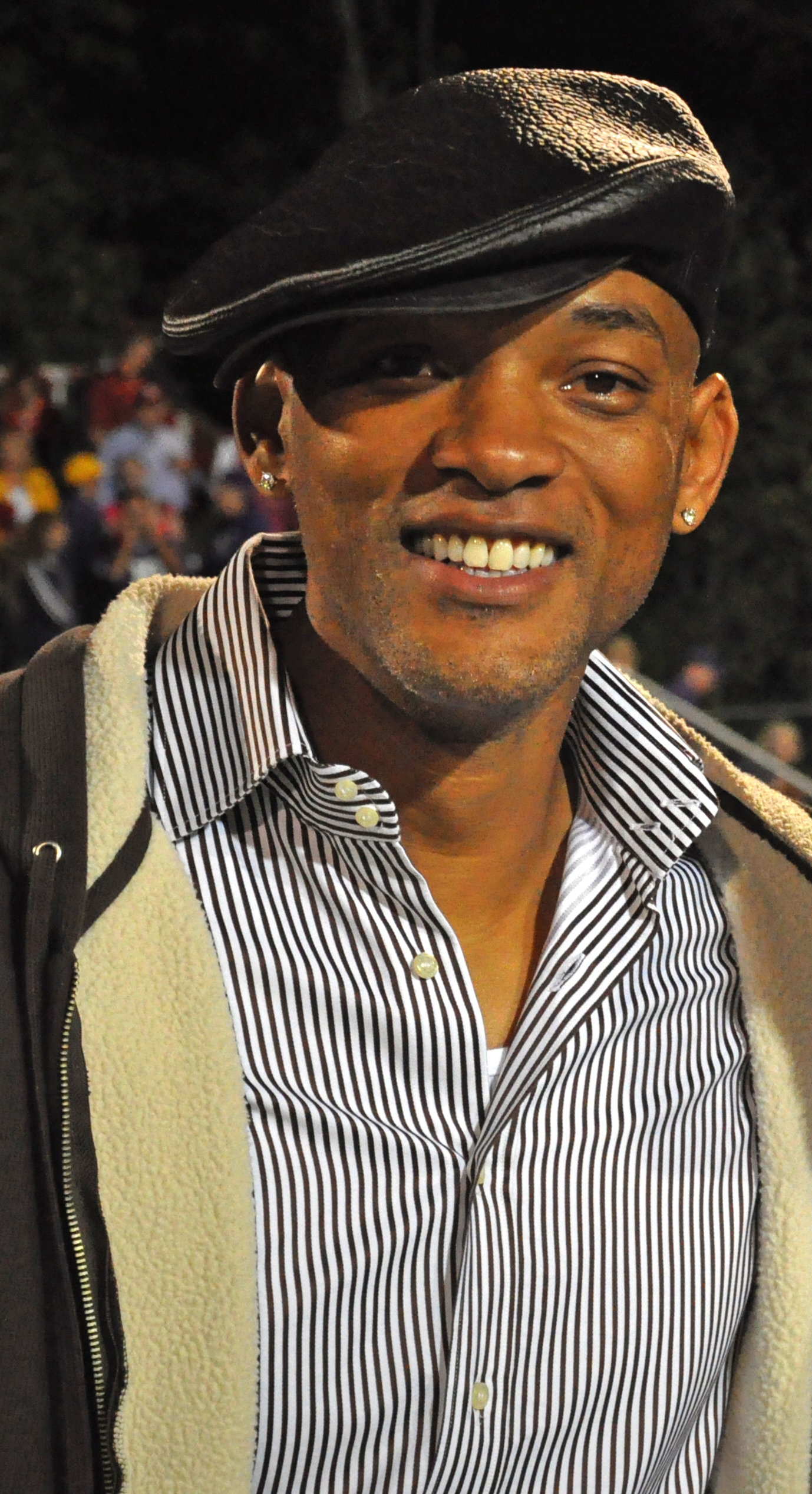
Will Smith en septembre 2009, après la sortie de Sept vies.

En 2001, Smith interprète le boxeur Mohamed Ali dans le film Ali de Michael Mann. Ce rôle lui a demandé un an de travail. Il a non seulement appris à parler et à se mouvoir comme Ali, mais il a aussi subi un entraînement intense et une transformation physique importante. Lors des scènes de combat, l'acteur s'est aidé de professionnels et a combattu réellement. Smith dira que pour ce rôle : « Je ne voulais pas me contenter d'avoir l'air d'un boxeur. Je voulais penser comme un boxeur. Cela signifie manger en boxeur, dormir en boxeur, réagir en boxeur. Devenir boxeur. ». Son interprétation lui vaut une nomination aux Oscars dans la catégorie Meilleur acteur en 2002 mais c'est finalement l'acteur Denzel Washington qui remporte le trophée.
Concernant sa carrière musicale, ses deux premiers albums solo ont été disques de platine, mais son troisième album fut une déception du point de vue des ventes. Si bien que Smith a été licencié du label Sony en 2003 en raison de son âge, estimé trop vieux pour assurer de grands succès commerciaux. Il signe un nouveau contrat avec Interscope Records et lance l'album Lost and Found en 2005.
Après son rôle dans Ali, Smith commence à s'impliquer dans la production des films dans lesquels il tourne, comme I, Robot en 2004 ou Hitch en 2005. Il multiplie également les projets en tant que producteur avec des films en projet tels que ATL, My wife hates your wife, White boy shuffle et The Mark.
En 2004, dans le film d'animation Gang de requins (Shark Tale), il prête sa voix à Oscar, poisson qui a une personnalité similaire à Fresh Prince de la série Le Prince de Bel-Air,. Pour cette interprétation, il remporte un Kids' Choice Awards en 2005, dans la catégorie « Favorite Voice from an Animated Movie » (Voix Favorite dans un film d'animation).
En 2005, Il a été envisagé pour tenir le rôle de Willy Wonka dans Charlie et la Chocolaterie (Johnny Depp obtient finalement le rôle).
En 2005, Will Smith entre au Livre Guinness des records car il a atteint un record de 3 premières en 24 heures.
Fin 2006, il tient le rôle de Chris Gardner dans le mélodrame À la recherche du bonheur (The Pursuit of Happyness). C'est un de ses grands succès avec son fils, Jaden Smith, qui joue son premier rôle en tant qu'acteur de cinéma.
Il figure en 49e position dans la liste des célébrités les mieux payées du magazine Forbes avec des gains estimés à 25 millions de dollars pour 2006.
En 2007, il prend le rôle principal du film Je suis une légende (I am Legend), un film post-apocalyptique qui a connu un très grand succès au box-office en rapportant 585 millions de dollars. Cette même année, Will Smith laisse ses empreintes sur le ciment d'Hollywood, au Grauman's Chinese Theatre le 10 décembre 2007.
En 2008, il joue dans Hancock, où il interprète un super-héros alcoolique et moralement douteux. Sorti aux États-Unis le 2 juillet 2008, le film obtient plus de 600 millions de dollars au box-office mondial (second meilleure performance mondiale de Will Smith derrière Independance Day), en dépit des critiques mitigées.[réf. nécessaire] La même année, il est la tête d'affiche du drame Sept vies (Seven Pounds), un film sur la quête de la rédemption, qui fonctionne commercialement, mais est mal accueilli par la presse.[réf. nécessaire]
Will Smith a dépassé Johnny Depp au classement des acteurs qui rapportent le plus d'argent en 2008 et peut se vanter d'être le premier acteur noir depuis 1968 (alors Sidney Poitier) à parvenir en tête du sondage Quigley, qui chaque année détermine les dix acteurs qui ont généré, selon les exploitants, le maximum d'argent au box-office. Avec Hancock et Sept vies, il devient le numéro un du box-office 2008, place détenue l'année précédente par Johnny Depp.
En 2009, le magazine Forbes classe la star 11e dans le top 100 des célébrités.
En mai 2009, Will Smith a été récompensé pour son engagement humanitaire et a reçu le prix de l'engagement humanitaire de l'année,.

#### Échecs critiques successifs

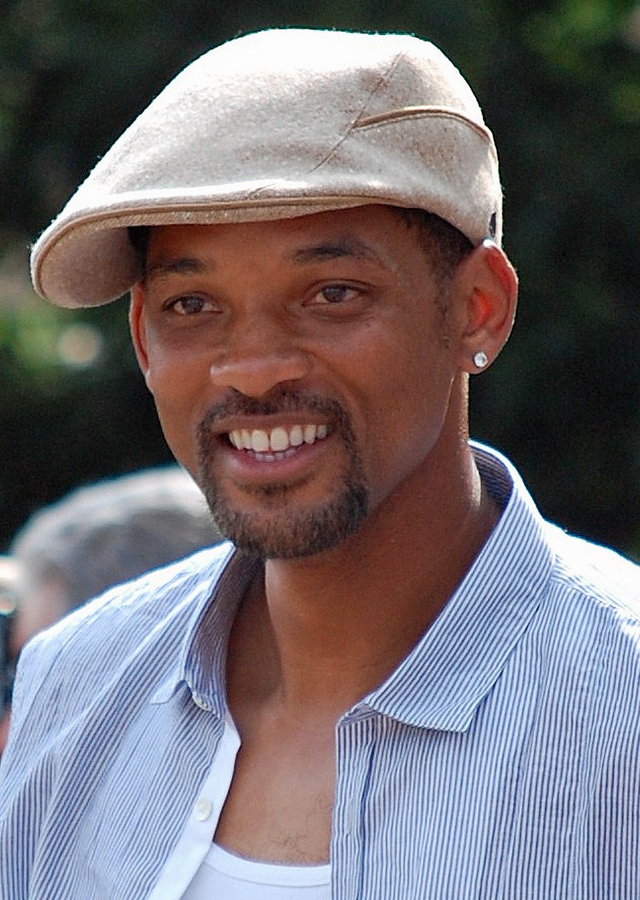
Will Smith à la première de Karate Kid, au Texas, en mai 2010.

En 2010, Will Smith produit, avec sa femme, le remake Karaté Kid de Harald Zwart, avec son fils Jaden Smith dans le rôle titre. Karaté Kid a été un grand succès public avec plus de 359 millions de dollars, au regard de son budget faible de 40 millions.
En 2012, Will Smith reprend son rôle de l'agent J pour le blockbuster Men in Black 3, dix ans après le second opus. L'acteur y retrouve le réalisateur Barry Sonnenfeld, mais également son ancien partenaire à l'écran, Tommy Lee Jones, dans le rôle de l'agent K, sorti le 12 mai 2012. C'est durant le tournage (difficile) du film que Will Smith refuse le rôle-titre dans le western de Quentin Tarantino, Django Unchained, rôle qui revient finalement à Jamie Foxx. Une deuxième grande méprise pour l'acteur, après le refus du rôle dans Matrix, car le film sera un triomphe dans les salles et sera multi-récompensé.
En janvier 2012, à quelques mois de la sortie de Men in Black 3, il présente les Kids' Choice Awards sur Nickelodeon, marquant le coup d'envoi d'une promotion qui culminera avec le succès commercial, mais aussi critique du dernier volume de la trilogie amorcée en 1999. Il s'agit là de la dernière performance de l'acteur sur ces deux plans.
En 2013 sort le second projet de Will et Jaden Smith : After Earth, un blockbuster de science-fiction de M. Night Shyamalan, construit comme un passage de relais entre le père et son fils, jeune valeur montante. Mais le film fait des recettes correctes sans plus, surtout grâce à l'international, tandis que les critiques sont catastrophiques, les plus mauvaises de la carrière de l'acteur. Le projet est non seulement débiné pour ses qualités intrinsèques, mais également pour ce qu'il est : la filmographie de Shyamalan est à son plus bas à ce moment, tandis que la performance très moyenne de Jaden Smith le conduit à être soupçonné de pistonnage, surtout compte tenu de la promotion avenante assurée par Will Smith avant la sortie.
En 2015, il enchaîne deux projets différents, mais adultes : en février, il partage l'affiche de la comédie d'action Diversion avec l'actrice montante Margot Robbie, sous la direction d'un tandem de scénaristes / réalisateurs prometteurs, Glenn Ficarra et John Requa. Le projet, qui mise énormément sur le glamour et le sex-appeal de son duo de stars, fonctionne commercialement mais divise la critique. En novembre, Smith revient au biopic sportif avec Seul contre tous, écrit et réalisé par l'écrivain Peter Landesman et produit par Ridley Scott. Le projet rembourse à peine son budget, mais reçoit des critiques correctes qui saluent la performance de l'acteur dans le rôle du Dr Bennet Omalu.
L'acteur a déjà alors entamé le tournage d'un blockbuster attendu de Warner Bros. : Suicide Squad. L'acteur a non seulement accepté de figurer au sein d'un casting choral, composé notamment de Margot Robbie (Harley Quinn) et Jared Leto (le Joker), mais surtout d'incarner un méchant. Il est néanmoins l'acteur le plus connu de la distribution et son rôle de Deadshot lui permet d'occuper le devant de la scène durant une bonne partie du long métrage écrit et réalisé par David Ayer. Sorti en 2016, ce thriller urbain d'action fantastique reçoit de très mauvaises critiques mais fonctionne très bien à l'étranger. À la fin de cette même année sort un autre projet choral dont Smith domine la distribution, le drame Beauté cachée de David Frankel. Tandis que le film rembourse à peine son budget, les critiques sont les secondes plus mauvaises de la carrière de l'acteur.
En 2017, il retrouve le réalisateur David Ayer pour un polar fantastique, Bright, avec pour partenaire Joel Edgerton. Tandis que le projet Bad Boys for Life, qui devait marquer le retour du tandem du premier succès de Smith, est une nouvelle fois repoussé à la suite du désistement du scénariste et réalisateur Joe Carnahan. La même année, il est membre du jury du Festival de Cannes sous la présidence de Pedro Almodóvar, aux côtés des actrices Jessica Chastain et Fan Bingbing, des réalisateurs Maren Ade, Agnès Jaoui, Park Chan-wook et Paolo Sorrentino et du compositeur Gabriel Yared.
L'année 2018 se fait plus discrète mise à part de mai à juillet 2018 où Will Smith interprète Live It Up, aux côtés d'Era Istrefi et Nicky Jam, la chanson officielle pour la coupe du monde de football de 2018.

#### Retour au premier plan
En 2019, il s'oriente vers des projets plus ambitieux : il prête sa voix au Génie de la Lampe dans le blockbuster des studios Disney Aladdin de Guy Ritchie. Le film devient le plus gros succès, au box-office, de la carrière de l'acteur devant Independence Day, Suicide Squad et Hancock. Puis, il est la (double) tête d'affiche du film de science-fiction Gemini Man d'Ang Lee, avec pour partenaire la jeune Mary Elizabeth Winstead et pour adversaire lui-même en version jeune.
Lors de la cérémonie des Oscars 2022, Will Smith remporte l'Oscar du meilleur acteur pour son rôle de Richard Williams (père des sœurs championnes de tennis Serena et Venus Williams), dans le film La Méthode Williams. Auparavant, il avait été nommé deux fois dans cette même catégorie, pour Ali (2002) et À la recherche du bonheur (2006).
Le 25 février 2023, Will Smith remporte le NAACP Image Award du meilleur acteur pour son interprétation de Peter dans Emancipation.

### Vie privée

#### Famille Smith

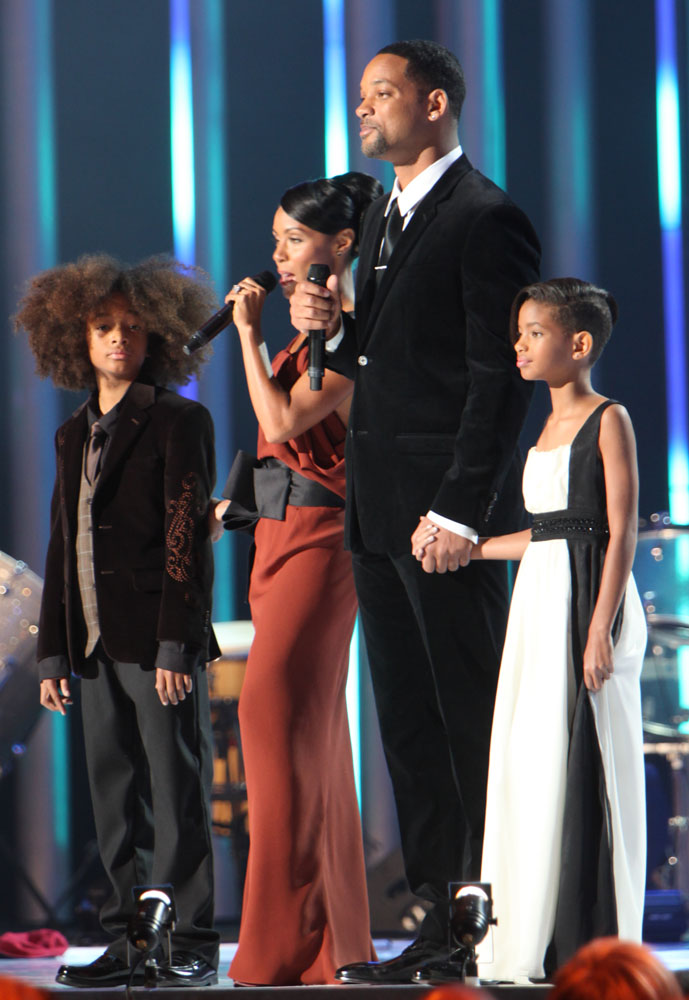
Will Smith et Jada Pinkett Smith avec leurs enfants Jaden et Willow au concert du prix Nobel de la paix en 2009.

Le 9 mai 1992, Will Smith se marie avec Sheree Zampino. Leur fils Willard Christopher « Trey » Smith est né le 11 novembre 1992. Ils divorcent en 1995 après trois ans de mariage.
Le 31 décembre 1997, Will Smith épouse Jada Pinkett, actrice et chanteuse américaine. Ils ont ensemble un fils, Jaden Christopher Syre Smith né le 8 juillet 1998 et une fille, Willow Camille Reign Smith née le 31 octobre 2000.

#### New Village Leadership Academy
Will Smith et sa femme Jada Pinkett Smith ont investi 890 000 dollars dans la New Village Leadership Academy, à Calabasas en Californie,,. Cette école, dont les cours débutent dès la maternelle, base ses enseignements sur certains concepts pédagogiques développés par l'église de Scientologie (en particulier « Study Technology (en) », une méthode d'enseignement développée par Ron Hubbard). Certains enseignants, ainsi que des membres de l'administration, sont scientologues.
Il est à noter que les Smith ont déclaré ne pas être scientologues, et que l'école, qui réfute toute affiliation religieuse, n'est pas soupçonnée d'avoir pour but d'enseigner la scientologie. Toutefois, des critiques se sont élevées (comme David S. Touretzky, enseignant chercheur à la « Computer Science Department » et le « Center for the Neural Basis of Cognition » de la Carnegie Mellon University), qui accusent l'école d'inculquer au moins le jargon scientologue et de présenter Ron Hubbard comme une autorité intellectuelle, préparant de fait les enfants à rejoindre l'église de Scientologie.

#### Overbrook Entertainment
C'est entre 1997 et 1999 que Will Smith et le producteur américain James Lassiter fondent Overbrook Entertainment une société de production de films, de séries télévisées et de musique,.
En mars 2007, Will Smith et son associé figurent en couverture du magazine « Black Enterprise ». Ils sont classés en effet troisième de la liste des 50 noirs les plus influents d’Hollywood (derrière Oprah Winfrey et Richard Parsons, président-directeur général de Time Warner).

#### Politique
Il a activement soutenu Barack Obama lors des élections présidentielles de 2008 et 2012,.

## Philanthropie
En 2024, l'acteur disant être « profondément ému et inspiré », offre un cadeau surprise à un étudiant guinéen qui a parcouru 4 000 km à vélo en quatre mois à travers l'Afrique de l'Ouest pour obtenir une place dans l'université de ses rêves en Égypte.

## Polémiques

### Gifle aux Oscars 2022
Will Smith a giflé Chris Rock le 27 mars 2022 lors de la cérémonie des Oscars à la suite d'une blague de l'humoriste sur l'alopécie de son épouse Jada Pinkett Smith. Will Smith est sous le coup d'une procédure disciplinaire de la part de l'Académie organisatrice des Oscars dont l'acteur a démissionné après l'incident,. Une semaine après l’évènement, la plateforme de streaming Netflix déclare mettre en pause la production du film Fast and loose, duquel Will Smith devait initialement tenir l’affiche. La production du quatrième volet de la franchise Bad Boy de Sony a également été reportée.
Le 8 avril 2022, le conseil d’administration de l’Académie des arts et des sciences du cinéma (Academy of Motion Picture Arts and Sciences, AMPAS), annonce dans un communiqué que Will Smith « ne sera pas autorisé à assister à un quelconque événement ou programme de l’Académie, en personne ou virtuellement », qu’il s’agisse ou non des Oscars, pendant une durée de dix ans.
Will Smith met en ligne une vidéo le 29 juillet 2022, dans laquelle il présente ses excuses à Chris Rock, sa famille et ses fans assurant regretter son geste.

### Enquête des services de protection de l'enfance
Le couple Smith est visé par une enquête des services de protection de l'enfance à la suite de la publication par l'acteur Moises Arias, alors âgé de 20 ans, d'un cliché sur son compte Instagram le représentant torse nu sur un lit avec leur fille Willow Smith alors âgée de 13 ans.

## Filmographie

### Cinéma
Sauf indication contraire, les informations mentionnées dans cette section peuvent être confirmées par les bases de données cinématographiques IMDb et Allociné,  présentes dans la section « Liens externes ».

#### Films
- 1992 : Break Out de Marc Rocco : Manny
- 1993 : Made in America de Richard Benjamin : Tea Cake Walters
- 1993 : Six degrés de séparation (Six Degrees of Separation) de Fred Schepisi : Paul
- 1995 : Bad Boys de Michael Bay : inspecteur Mike Lowrey
- 1996 : Independence Day de Roland Emmerich : capitaine Steven Hiller
- 1997 : Men in Black de Barry Sonnenfeld : officier James Darrell Edwards / l'agent J
- 1998 : Welcome to Hollywood d'Adam Rifkin et Tony Markes : Will Smith[n 1]
- 1998 : Ennemi d'État (Enemy of the State) de Tony Scott : Robert Clayton Dean
- 1999 : Wild Wild West de Barry Sonnenfeld : James West
- 1999 : Torrance Rises (en) de Spike Jonze : lui-même (court métrage)
- 2000 : La Légende de Bagger Vance (The Legend of Bagger Vance) de Robert Redford : Bagger Vance
- 2001 : Ali de Michael Mann : Mohamed Ali / Cassius Marcellus Clay, Jr.
- 2002 : Men in Black 2 de Barry Sonnenfeld : officier James Darrell Edwards / l'agent J
- 2003 : Bad Boys 2 de Michael Bay : inspecteur Mike Lowrey
- 2004 : I, Robot d'Alex Proyas : Del Spooner
- 2004 : Père et Fille (Jersey Girl) de Kévin Smith : lui-même (caméo, non crédité)
- 2005 : Hitch, expert en séduction (Hitch) d'Andy Tennant : Alex Hitchens « Hitch »
- 2006 : À la recherche du bonheur (The Pursuit of Happyness) de Gabriele Muccino : Chris Gardner
- 2007 : Je suis une légende (I Am Legend) de Francis Lawrence : Robert Neville
- 2008 : Hancock de Peter Berg : Hancock
- 2008 : Sept Vies (Seven Pounds) de Gabriele Muccino : Tim Thomas / Ben Thomas
- 2012 : Men in Black 3 de Barry Sonnenfeld : officier James Darrell Edwards / l'agent J
- 2013 : After Earth de M. Night Shyamalan : général Cypher Raige
- 2013 : Légendes vivantes (Anchorman 2: The Legend Continues) d'Adam McKay : Jeff Bolington, présentateur des actualités d'ESPN (caméo)
- 2014 : Un amour d'hiver (Winter's Tale) d'Akiva Goldsman : le juge / Lucifer
- 2015 : Diversion de John Requa et Glenn Ficarra : Nicky Spurgeon
- 2015 : Seul contre tous (Concussion) de Peter Landesman : Dr Bennet Omalu
- 2016 : Suicide Squad de David Ayer : Floyd Lawton / Deadshot
- 2016 : Beauté cachée (Collateral Beauty) de David Frankel : Howard Inlet
- 2017 : Bright de David Ayer : Daryl Ward
- 2019 : Aladdin de Guy Ritchie : le Génie et Marinier
- 2019 : Student of the Year 2 (en) de Punit Malhotra (en) : lui-même (caméo spécial lors des chansons The Jawaani Song et Radha Teri Chunri)
- 2019 : El Hormiguero: Vacaciones en el Titanic de Pablo Motos et Jorge Salvador : Will Smith[n 1] (court métrage)
- 2019 : Gemini Man d'Ang Lee : Henry Brogan / Junior
- 2020 : Bad Boys for Life d'Adil El Arbi et Bilall Fallah : l'inspecteur Mike Lowrey
- 2021 : La Méthode Williams (King Richard) de Reinaldo Marcus Green : Richard Williams
- 2022 : Emancipation d'Antoine Fuqua : Peter
- 2024 : Bad Boys: Ride or Die d'Adil El Arbi et Bilall Fallah : l'inspecteur Mike Lowrey

#### Films d'animation
- 2004 : Gang de requins (Shark Tale) d'Éric Bergeron : Oscar (voix originale)
- 2019 : Les Incognitos (Spies in Disguise) de Nick Bruno et Troy Quane : Lance Sterling (voix originale)
- 2019 : Audi Presents: Lunch Break de Nick Bruno et Troy Quane : Lance Sterling (court métrage, voix originale)

### Télévision
Will Smith commence sa carrière en tant qu'acteur à la télévision, en jouant le rôle de William « Will » Smith dans Le Prince de Bel-Air, où il a connu un grand succès et grâce auquel il a été nommé deux fois aux Golden Globes.
- 1990 : Saturday Morning Videos : lui-même (animateur)
- 1990-1996 : Le Prince de Bel-Air (The Fresh Prince of Bel-Air) : William « Will » Smith (145 épisodes, scénariste d'un épisode et producteur exécutif de 23 épisodes)
- 1991 : Petite Fleur (Blossom) : Fresh Prince (1 épisode)
- 2003-2007 : All of Us : Johnny (3 épisodes, scénariste et producteur exécutif de 88 épisodes)
- 2004 : American Chopper : lui-même (2 épisodes[71])
- 2012 : Kids' Choice Awards : lui-même (présentateur)
- 2018 : One Strange Rock : lui-même (présentateur)
- 2022 : This Joka : lui-même (présentateur[72])

Sources : IMDb.com et AlloCiné.fr

### Comme compositeur et / ou interprète
Will Smith a écrit et/ou interprété plusieurs chansons de films. Ne sont pas listés ici les films qui réutilisent des chansons préexistantes.
- 1993 : Made in America de Richard Benjamin (coauteur de la chanson Dance or Die)
- 1997 : Men in Black de Barry Sonnenfeld (auteur-interprète de la chanson Men in Black)
- 1999 : Wild Wild West de Barry Sonnenfeld (auteur-interprète de la chanson Wild Wild West)
- 1999 : À nous quatre (The Parent Trap) de Nancy Meyers (coauteur de la chanson Parents Just Don't Understand (en))
- 2002 : Men in Black 2 (Men in Black II) de Barry Sonnenfeld (coauteur et interprète de la chanson Black Suits Comin' (Nod Ya Head))
- 2004 : Gang de requins (Shark Tale) d'Éric Bergeron (featuring seulement sur la chanson Got to Be Real interprétée par Mary J. Blige)

### Comme producteur / producteur délégué
- 2003 : RAP Connection (Ride or Die) de Craig Ross Jr. (en) (producteur délégué)
- 2004 : The Seat Filler de Nick Castle (producteur délégué)
- 2004 : Saving Face d'Alice Wu
- 2004 : I, Robot d'Alex Proyas (producteur délégué)
- 2005 : Hitch, expert en séduction (Hitch) d'Andy Tennant
- 2006 : ATL de Chris Robinson
- 2006 : À la recherche du bonheur (The Pursuit of Happiness) de Gabriele Muccino
- 2008 : Hancock de Peter Berg
- 2008 : Harcelés (Lakeview Terrace) de Neil LaBute
- 2009 : Sept vies (Seven Pounds) de Gabriele Muccino
- 2009 : Le Secret de Lily Owens (The Secret Life of Bees) de Gina Prince-Bythewood
- 2010 : Karaté Kid (The Karate Kid) d'Harald Zwart
- 2012 : Target (This Means War) de McG
- 2013 : After Earth de M. Night Shyamalan
- 2014 : Annie de Will Gluck (producteur)[73]
- 2018 : À tous les garçons que j'ai aimés (To All the Boys I've Loved Before) de Susan Johnson (producteur)
- 2018 : Sprinter (producteur délégué)
- 2022 : Bel-Air (série TV)
- 2023 : Emancipation d'Antoine Fuqua
- 2024 : Bad Boys: Ride or Die d'Adil El Arbi et Bilall Fallah

## Discographie
Sources, :

### DJ Jazzy Jeff and the Fresh Prince
Albums studio
Albums compilations

### Singles
| Année | Single                           | Album                       |
| ----- | -------------------------------- | --------------------------- |
| 1988  | Girls Ain't Nothing But Trouble  | He's the DJ, I'm the Rapper |
| 1988  | Parents Just Don't Understand    | He's the DJ, I'm the Rapper |
| 1990  | The Fresh Prince of Bel-Air      | The Fresh Prince of Bel-Air |
| 1991  | Summertime                       | Homebase                    |
| 1993  | Boom! Shake the Room             | Code Red                    |
| 1997  | Men in Black                     | Big Willie Style            |
| 1997  | Just Cruisin'                    | Big Willie Style            |
| 1998  | Gettin' Jiggy Wit It             | Big Willie Style            |
| 1998  | Just The Two of Us               | Big Willie Style            |
| 1998  | Miami                            | Big Willie Style            |
| 1999  | Wild Wild West                   | Willennium                  |
| 1999  | Will2K                           | Willennium                  |
| 2000  | Freakin' it                      | Willennium                  |
| 2002  | Black Suits Comin' (Nod Ya Head) | Born To Reign               |
| 2005  | Switch                           | Lost and Found              |
| 2005  | Party Starter                    | Lost and Found              |

## Salaires
| Année | Film                       | Salaire,                        |
| ----- | -------------------------- | ------------------------------- |
| 2008  | Hancock                    | 20 000 000 $, +20 % des revenus |
| 2007  | Je suis une légende        | 25 000 000 $                    |
| 2007  | À la recherche du bonheur  | 10 000 000 $, +30 % des revenus |
| 2004  | Gang de requins            | 15 000 000 $                    |
| 2004  | I, Robot                   | 28 000 000 $                    |
| 2003  | Bad Boys 2                 | 20 000 000 $, +20 % des revenus |
| 2002  | Men in Black 2             | 20 000 000 $, +10 % des revenus |
| 2001  | Ali                        | 20 000 000 $                    |
| 2001  | La Légende de Bagger Vance | 10 000 000 $                    |
| 1999  | Wild Wild West             | 7 000 000 $                     |
| 1999  | Ennemi d'État              | 14 000 000 $                    |
| 1997  | Men in Black               | 5 000 000 $                     |
| 1996  | Independence Day           | 5 000 000 $                     |
| 1995  | Bad Boys                   | 2 000 000 $                     |
| 1995  | Six degrés de séparation   | 500 000 $                       |
| 1993  | Made in America            | 100 000 $                       |
| 1992  | Break Out                  | 50 000 $                        |

## Distinctions
Sources : IMDb.com, Willsmithuk.tripod.com, Members.tripod.com

## Voix francophones
En version française, Greg Germain est la voix régulière de Will Smith depuis 1992,. Il est le premier comédien à l'avoir doublé avec le personnage de William « Will » Smith dans la série télévisée Le Prince de Bel-Air. Il le double aussi notamment dans les films Men in Black et ses suites, Bad Boys 2, Bad Boys for Life et Bad Boys: Ride or Die, I, Robot, Hitch, expert en séduction, Sept vies, Suicide Squad ou Bright, etc. Lucien Jean-Baptiste l'a également doublé à sept reprises (dont les scènes coupées d’Independence Day, Wild Wild West, Je suis une légende, Seul contre tous,, etc.). À titre exceptionnel, Bruno Dubernat lui prête sa voix dans Made in America, Olivier Jankovic dans Six degrés de séparation, Jacques Martial est sa voix dans Bad Boys, Serge Faliu dans Independence Day, Jean-Paul Pitolin dans Ali, Anthony Kavanagh dans Aladdin et Daniel Njo Lobé dans Les Incognitos.
En version québécoise, Pierre Auger est la voix régulière de Will Smith, dans la plupart de ses films et notamment dans Le Jour de l'indépendance, Hommes en noir, Ali, Hitch, Je suis une légende et Sept vies. Jacques Lavallée double l'acteur dans Mauvais Garçons et sa suite. Exceptionnellement, Patrice Dubois lui prête sa voix dans Espions incognitos.
- Versions françaises :
  - Greg Germain : série télévisée Le Prince de Bel-Air, série de films Men in Black,, I, Robot, Bad Boys 2, 3 et 4, Sept vies, etc.
  - Lucien Jean-Baptiste : scènes coupées d’Independence Day, Wild Wild West, Je suis une légende, Seul contre tous, etc.

- Versions québécoises (la liste indique les titres québécois) :
  - Pierre Auger : Le Jour de l'indépendance, Hommes en noir, Ali, Je suis une légende, Sept vies.
  - Jacques Lavallée : Mauvais Garçons, Mauvais Garçons 2.